# Perkasie
Perkasie es un borough ubicado en el condado de Bucks en el estado estadounidense de Pensilvania. En el año 2000 tenía una población de 8,828 habitantes y una densidad poblacional de 1,316.2 personas por km².

## Geografía
Penndel se encuentra ubicado en las coordenadas 40°22′18″N 75°17′35″O / 40.37167, -75.29306.

## Demografía
Según la Oficina del Censo en 2000 los ingresos medios por hogar en la localidad eran de $52,000 y los ingresos medios por familia eran $59,413. Los hombres tenían unos ingresos medios de $42,388 frente a los $28,323 para las mujeres. La renta per cápita para la localidad era de $21,986. Alrededor del 4.2% de la población estaba por debajo del umbral de pobreza.